# Pantoporia pytheas
Pantoporia pytheas är en fjärilsart som beskrevs av Hans Fruhstorfer 1913. Pantoporia pytheas ingår i släktet Pantoporia och familjen praktfjärilar. Inga underarter finns listade i Catalogue of Life.